# De Zilverdistel
De Zilverdistel was een Nederlandse uitgeverij.
In 1909 richtte Jan Greshoff samen met J.C. Bloem en P.N. van Eyck de eerste Nederlandse bibliofiele uitgeverij De Zilverdistel op, waar in het begin werd gedrukt bij professionele drukkers. De bovengenoemde dichters kozen de tekst en bemoeiden zich ook met de vormgeving.  
In het begin werd gekozen voor oude lettertypen, die in ruime mate aanwezig waren bij de grafische inrichting Joh. Enschedé en Zonen. Toen Jean François van Royen de dichters in 1913 kwam versterken, werd De Zilverdistel een echte private press. Het eerste drukwerkje dat in 1915 door De Zilverdistel op eigen pers werd gedrukt was een folder over De Zilverdistel. 
Van Royen ging zich toeleggen op het handmatig drukken van de boeken, eerst op een handpers bij Enschedé, later op zijn eigen pers. In totaal verschenen er tot 1919 zestien boeken.
Hier de tekst van een folder (een vouwblad van 8 pagina's) uit 1915: Den Haag,  december 1915, De Zilverdistel, Onze bedoeling is: over te gaan tot het vormen van eene vereeniging, welker leden zich verbinden tot inteekening op door De Zilverdistel uit te geven Nederlandsche werken, en wel naar de volgende regelen: Het maximumaantal leden wordt bepaald op vijftig. De oplage van ieder werk wordt beperkt tot hetzelfde aantal, genummerd van 1-50, vermeerderd met twintig exemplaren, welke genummerd van i-xx, ter beschikking blijven van de beide eigenaren van De Zilverdistel. Ook de Koninklijke Bibliotheek was lid van de Vereeniging der vijftig. 
Van Royen drukte  met de speciaal door S.H. de Roos ontworpen letter, het Zilvertype. In 1923 werd de Kunera Pers als opvolger van De Zilverdistel door Van Royen opgericht. Van Royen nam het besluit om de Kunera Pers te beginnen zonder zijn oude vennoot Van Eyck daarvan op de hoogte te stellen. De jarenlange samenwerking werd toen door Van Eyck verbroken.

## Overzicht
- Worstelingen / door P.N. van Eyck. - 's-Gravenhage: Uitgegeven door de "De Zilverdistel", 1910. - 51 p. ; 29 × 22,5 cm. Colofon: "Dit boek is door de Fa. Joh. Enschedé en Zonen, te Haarlem, met een 18de-eeuwsche letter in 40 ex. gedrukt voor 'De Zilverdistel' te 's-Gravenhage". - Cat. v.d. tentoonstelling Van Royen 134.

- Experimenten / door G. Gossaert. - 's-Gravenhage: Uitgegeven door "De Zilverdistel", 1911. - 51 p. ; 26,5 x 18,5 cm. - Cat. v.d. tentoonstelling Van Royen 136.

- Naar 't geluk / door Jan van Nylen. - 's-Gravenhage: Uitgegeven door " De Zilverdistel", 1911. - 60 p. ; 29 x 22,5 cm. Colofon: Dit boek is door de Frima Joh. Enschedé en Zonen, te Haarlem, met een 18de-eeuwsche letter in veertig exemplaren gedrukt voor "De Zilverdistel" te 's-Gravenhage. - Cat. v.d. tentoonstelling Van Royen 135.

- Het eigen rijk / door Albert Verwey. - 's-Gravenhage: De Zilverdistel, 1912. - 144 p. ; 22×17,5 cm Oplaag van 100 genummerde ex. - Dit boek is door Joh. Enschedé en Zonen, te Haarlem, met een 17e-eeuwsche letter uit de lettergieterij van Hendrik Claesz te Amsterdam, in 100 afdrukken vervaardigd voor de Zilverdistel te 's-Gravenhage. -  Cat. v.d. tentoonstelling Van Royen 137.

- Romances sans paroles / Paul Verlaine. - La Haye: De Zilverdistel, 1913. - 47 p. ; 18,5 x 14 cm. Colofon: Cette édition a été établie par De Zilverdistel, à la Haye. Tirée à cent trente exemplaires sur les presses à bras de Johannes Enschedé en Zonen, à Haarlem, elle a été achevée d'imprimer le 30 octobre mcmxiij. Le texte est celui de la dernière édition parue du vivant de Verlaine, collationnée avec l'édition originale. - 1e uitg.: 1874. - Cat. v.d. tentoonstelling Van Royen 6.

- Een abel spel van Lanseloet van Denemerken, hoe hi wert minnende ene joncfrou die met sijnder moeder diende / [tekst nagezien door P. Leendertz jr.]. - 's-Gravenhage: De Zilverdistel, 1913. - 47 p. ; 19 x 13 cm + Bijlage: Tekst van het Hulthemse handschrift. - Colofon: Dit boek van de Zilverdistel te 's-Gravenhage werd gedrukt op de handpers van Joh. Enschedé en Zonen te Haarlem en uitgegeven in honderd exemplaren. De tekst, door dr. P. Leentertz jr. voor deze uitgave welwillend nagezien, is die van het Hultemsche handschrift. - Op. van 100 ex. - Cat. v.d. tentoonstelling Van Royen 5.

- Bevrijding / verzen van P.N. van Eyck. - ['s-Gravenhage]: De Zilverdistel, 1913. - [35] p. ; 23 x 18 cm. Colofon: Dit boek, de zesde uitgave van De Zilverdistel, werd in LV genummerde exemplaren gedrukt door de firma G.W. van der Wiel & Co. te Arnhem en is voleindigd in de maand Augustus van het jaar MDCCCCXIII. - Opl. van 150 genummerde ex. - Cat. v.d. tentoonstelling Van Royen 2.

- Les fleurs du mal / Charles Baudelaire. - La Haye: De Zilverdistel ; Paris: M.A. Blaizot [distr.], 1913. - 301 p. ; 19 x 15,5 cm. Colofon: Ce livre a été imprimé par G.W. van der Wiel et Cie, à Arnhem, pour De Zilverdistel, à La Haye. Il a été tiré 310 ex. sur papier de Batchelor, dont 150 pour la France. Ces derniers ne sont en vente que chez M.A. Blaizot, libraire-éditeur à Paris. Achevé d'imprimer le 25 octobre 1913. - Oorspr. gepubliceerd in: Revue des deux mondes, 1855. - Cat. v.d. tentoonstelling Van Royen 1.

- Garten der Erkenntnis, geschriebenen Gedichte Leopold Andrians wurde im Jahre MDCCCCXIII im Aufrage von De Zilverdistel, im Haag, bei Johannes Enschedé en Zonen, in Haarlem, in hundertfünfzig Exemplaren gedruckt: De Zilverdistel, [1913]. - 47 p. ; 19 x 15 cm. Oplaag van 150 genummerde ex. Oorspr. uitg.: Berlijn, Fischer, 1895. - Latere uitg.: Leipzig, Drugulin, 1910. - Cat. v.d. tentoonstelling Van Royen 4.

- Zilverdistelboeken uitgegeven en in bewerking, MCMX-MCMXIV. - 's-Gravenhage: De Zilverdistel Pers, 1915. - [8] p. ; 19 x 13 cm. Eerste werk door Van Royen gedrukt op de eigen pers. - Cat. v.d. tentoonstelling Van Royen 8.

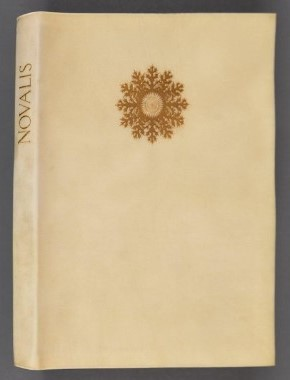
Novalis

- Die Gedichte von Friedrich von Hardenberg genannt Novalis. - Im Haag: De Zilverdistel, 1915. - 127 p. ; 19,5 x 14 cm. Colofon: Von De Zilverdistel im Haag herausgegeben, wurde dieses buch in der Satzanordnung und unter der Leitung des Verlags gedruckt auf den Handpressen von Joh. Enschedé en Zonen. Die Auflage beträgt 200 exemplare. - Cat. v.d. tentoonstelling Van Royen 7.

- Over boekkunst en de Zilverdistel / door J.F. van Royen en P.N. van Eyck. - 's-Gravenhage: De Zilverdistel, 1916. - 40 p. ; 19 × 14 cm. Eerste boek gedrukt met de Zilvertype. - Colofon: Voor de Zilverdistel op de handpers gedrukt door J.F. van Royen in een oplage van 125 exemplaren. Beëindigd XXVIII Maart MCMXVI. Boetzelaerlaan 43 's-Gravenhage. Eerste boek in de door De Roos ontworpen Zilvertype. - Gedrukt op handgeschept Batchelor vergé. - Cat. v.d. tentoonstelling Van Royen 9.

- Cheops / door J.H. Leopold. - 's-Gravenhage: De Zilverdistel, 1916. - 12 p. ; 24 x 17 cm. -(Vereeniging der Vijftig ; 1) Eerste boek voor de Vereeniging der Vijftig. - Opl.; 50 ex. genummerd 1-50, nummers I-XX blijven ter beschikking van De Zilverdistel. - Colofon: Voor de Zilverdistel te 's-Gravenhage is dit boek van Cheops op de eigen-pers gedrukt door J.F. van Royen als eerste voor de Vereeniging der vyftig. Er zijn vijftig exemplaren genummerd 1-50; de nummers i-xx blijven ter beschikking van De Zilverdistel. 's-Gravenhage 43 Boetzelaerlaan Juli MCMXVI. - Cat. v.d. tentoonstelling Van Royen 10.

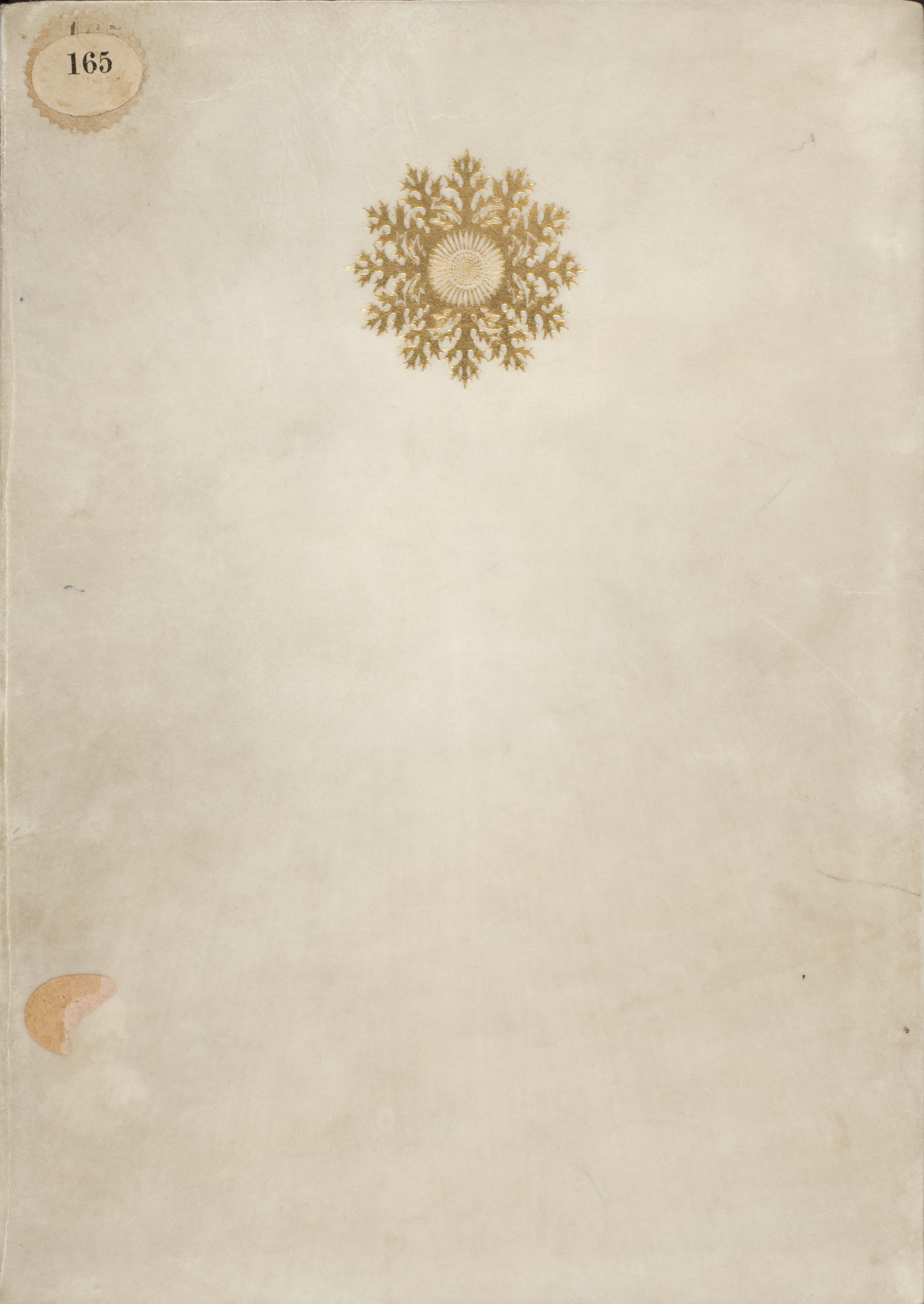
Cheops - Voorkant
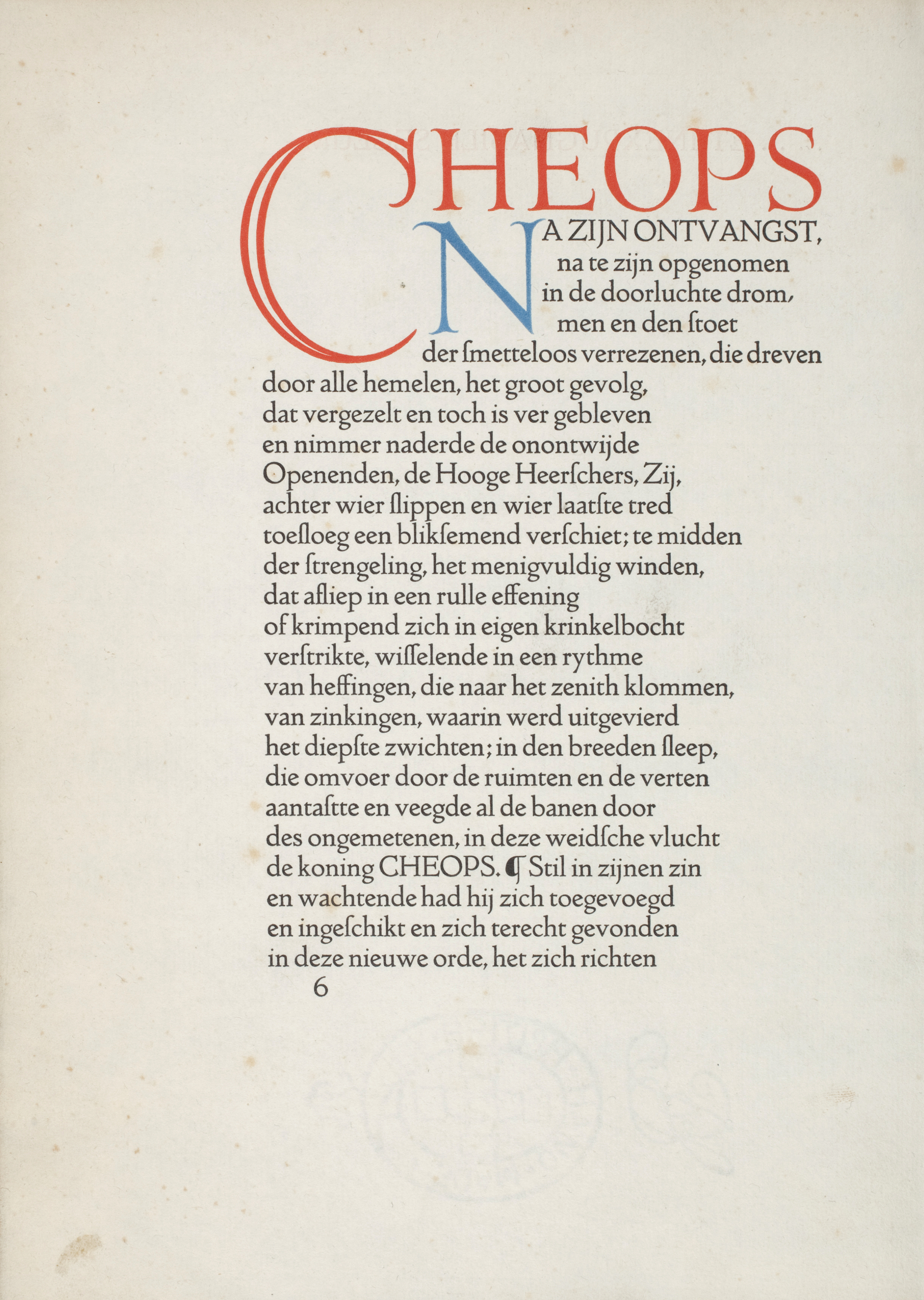
Cheops - p. 6
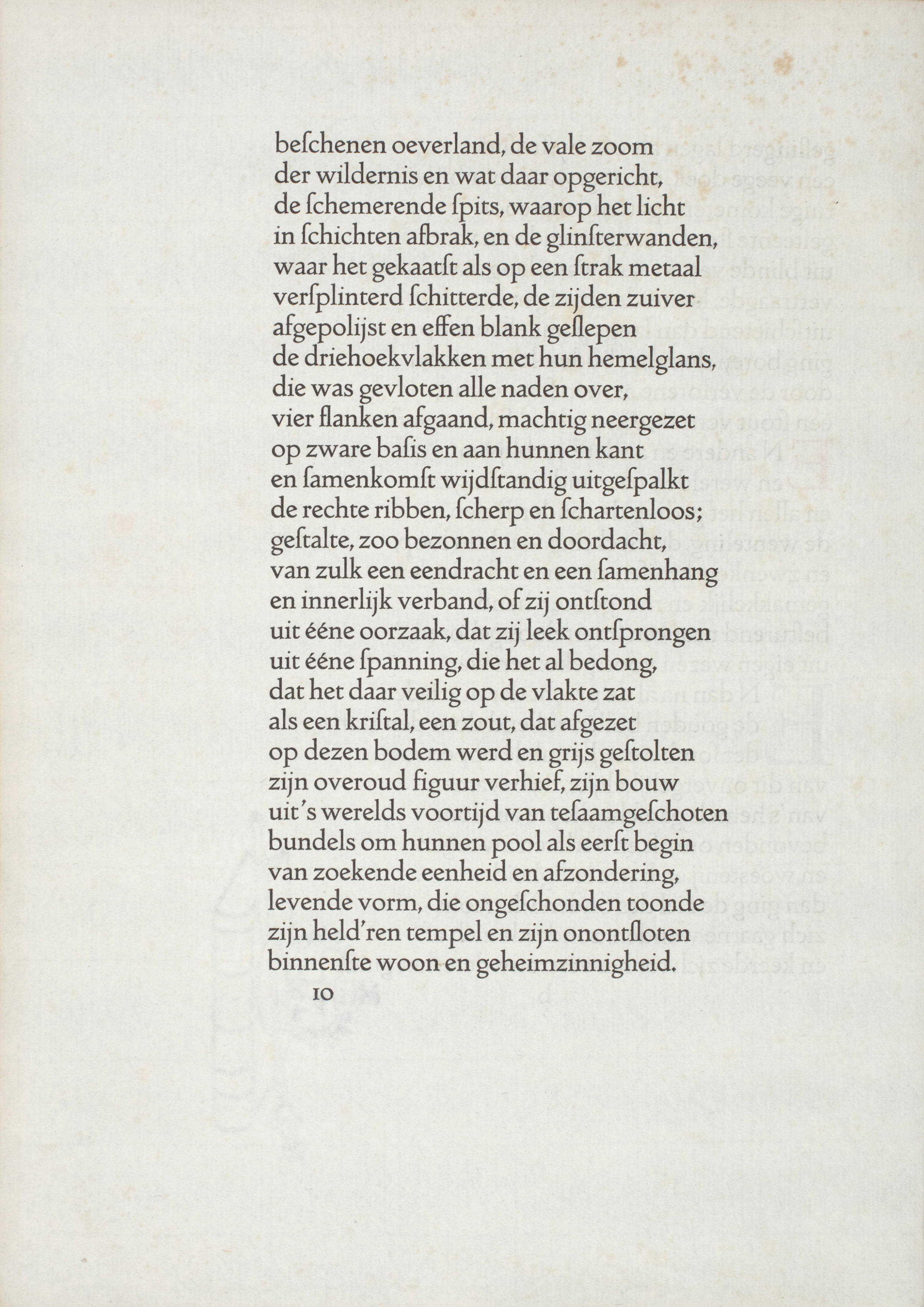
Cheops - p. 10
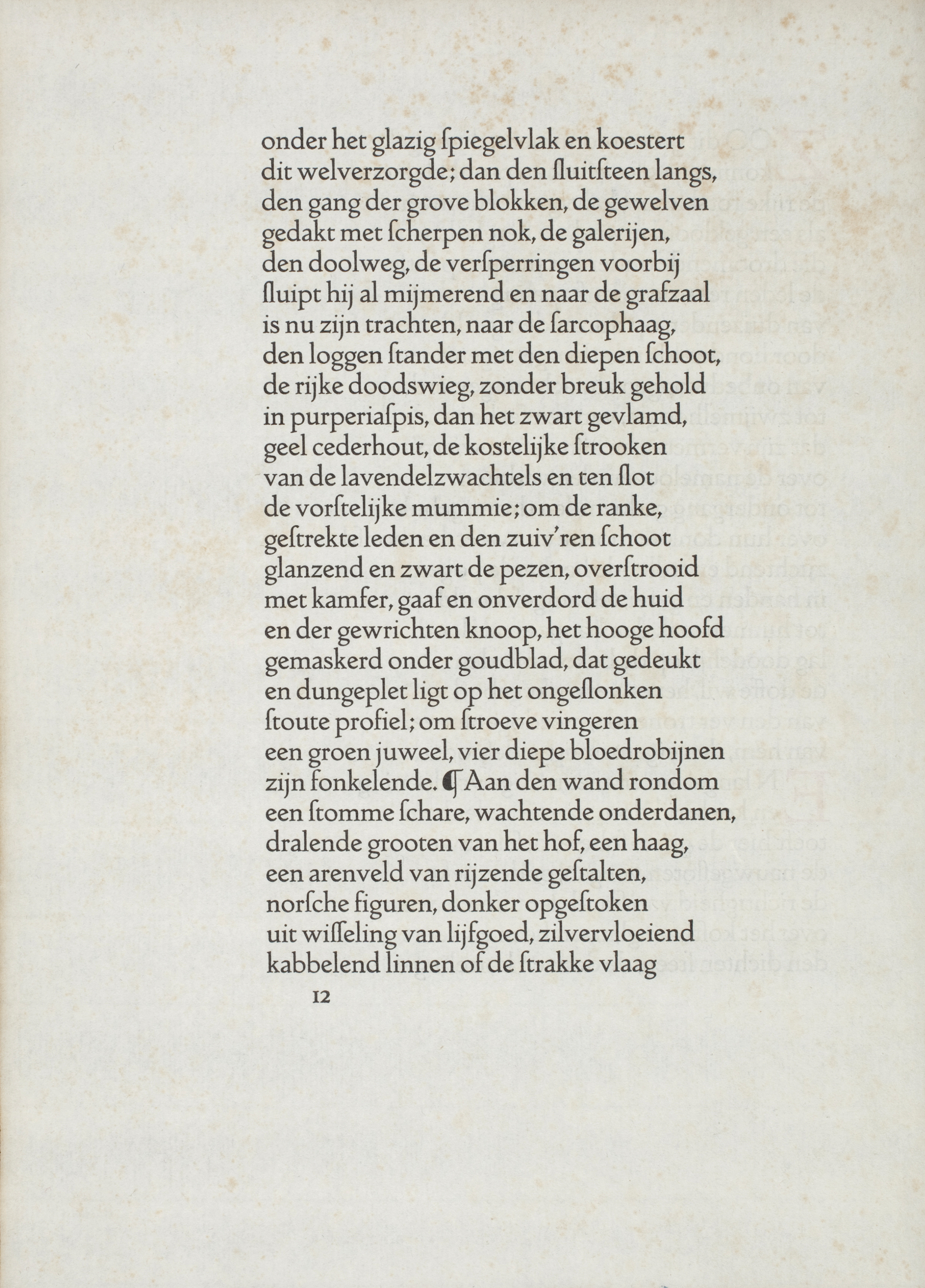
Cheops - p. 12
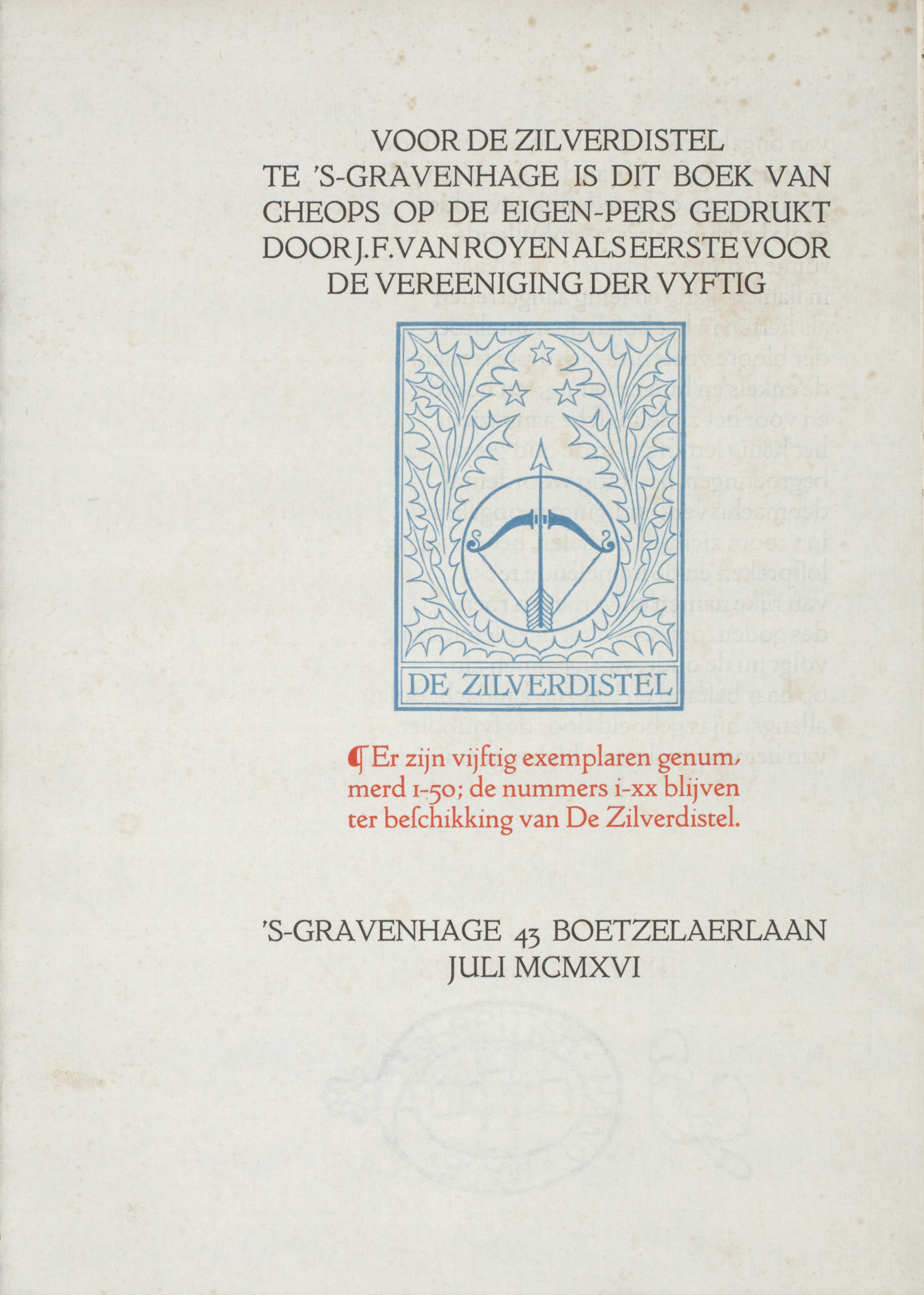
Cheops - p. 14

- Prometheus unbound. A lyrical drama in four acts / by Percy Bysshe Shelley. - ['s-Gravenhage]: De Zilverdistel, 1917. - 143 p. ; 24,5 x 17 cm. -  (De Zilverdistel ; 15) Colofon: Dit boek van Prometheus was ter perse in het derde & vierde oorlogsjaar, deelend hun kommer en hoop op bevrijding de zang die voor een eeuw lijden en lijdzaamheid in zegepraal verkeerde zij nu een wijzang voor den nieuwen tijd en onverbeeldbaren vrede mei 1916-nov.1917 Voor De Zilverdistel in 125 ex. gedrukt door J.F. van Royen". - Gedrukt in de Zilvertype. - 1e uitg.: [London: Ollier], 1819 [i.e.1820]. - Cat. v.d. tentoonstelling Van Royen 11.

- Een boecxken gemaket van Suster Bertken die LVII jaren besloten heeft gheseten tot Utrecht in dye Buerkercke. - ['s-Gravenhage]: De Zilverdistel, 1918. - [33] p. ; 17 x 12 cm. -  (Vereeniging der Vijftig ; 2) Tweede boek voor de Vereeniging der Vijftig. - Eerste boek gedrukt met de Disteltype. - Colofon: De acht lyedekens van suster Bertken zijn gedrukt door Jan Seversen te Leiden in 1518; na 400 jaar verschijnen zij opnieuw gedrukt door J.F. van Royen in April 1918. Het laatste lied is uit 'n oud handschrift. Tweede boek van de Vereeniging der Vijftig, in 70 exemplaren 1-50 ÿ& i-xx. Eerste boek in de door L. Pissarro geteekende letter: de disteltype. - Opl. 70 ex. - Oorspr. uitg.: Leiden: Jan Seversen, 1518. - Jean François van Royen (catal. v.d.) tentoonstelling 12.

- Verzen uit de jaren 1880-1890 / Willem Kloos. - ['s-Gravenhage]: De Zilverdistel, 1919. - 107 p. ; 24 x 16,5 cm. Derde boek voor de Vereeniging der Vijftig. - Colofon: Deze verzen van Willem Kloos geschreven in de jaren 1880-1890 zijn voor De Zilverdistel op de Eigen-Pers gedrukt door J.F. v. Royen, in het zestigste jaar des Dichters. De oplage bestaat uit 120 exemplaren: 1-50 voor de Vereeniging; 51-100 ten verkoop; 20 exx.: I-XX in eigen bezit. - Cat. v.d. tentoonstelling Van Royen 13.

- Prospectus. De Zilverdistel. - 's-Gravenhage: De Zilverdistel, 1915. - 6 p. ; 24,5 x 16,5 cm. - Eerste druk in de door De Roos ontworpen Zilvertype. - Cat. v.d. tentoonstelling Van Royen 8 (A).